# Bistum Chalcis
Koordinaten: 35° 59′ 22,3″ N, 37° 0′ 11,7″ O
Das Bistum Chalcis, auch Bistum Chalcis ad Belum, oder Bistum Chalkis genannt, war ein frühchristlich-byzantinisches Bistum in der antiken Stadt Chalkis ad Belum in der römischen Provinz Syria Coele bzw. in der spätrömisch-byzantinischen Provinz Syria Prima, im heutigen Ort Al-Eis, Gouvernement Aleppo, Syrien. Der Bischofssitz bestand nach der arabischen Eroberung Syriens (636/38) weiter und ging erst nach 800 zu einem nicht genauer bekannten Zeitpunkt unter.

## Geschichte
Die Stadt Chalkis/Chalcis, zur Unterscheidung von Chalkis/Chalcis ad Libanum meist Chalcis/Chalkis ad Belum genannt, wurde von Seleukos I. Nikator um/nach 300 v. Chr. neu gegründet und vermutlich nach der Halbinsel Chalkidike  in Makedonien benannt. An der Stelle gab es aber bereits eine ältere Siedlung namens Qinnesrin, die auch in älteren assyrischen Texten (von 745 und 727 v. Chr.) erwähnt wird. Nach Marie-Odile Rousset stammen die ältesten Überreste in der Siedlung aus der Übergangszeit von Früher zu Mittlerer Bronzezeit (hier um/vor 1850 v. Chr.). Von 41 n. Chr. bis zur Integration in das römische Reich 75 n. Chr. existierte hier das Königreich Chalcis.
In römischer Zeit gehörte der Ort zunächst zur Provinz Syria, und nach der Teilung dieser großen Provinz 194 n. Chr. unter Kaiser Septimius Severus zur nördlichen Provinz Syria Coele. Nach der territorialen Neugliederung um 400 wurde die Provinz Syria Coele in Syria Prima und Syria Secunda geteilt. Chalcis ad Belum gehörte nun bis zur arabischen Eroberung (636/37) zur Provinz Syria Prima. 540 zog der Perserkönig Chosrau I. mit einem großen Heer vor die Stadt und erpresste 200 Pfund Gold für die Zusage, die Stadt nicht zu plündern. Kaiser Justinian I. ließ daraufhin die Befestigungen der Stadt ausbessern. Bereits im sechsten Jahrhundert setzte sich der alte Name der Stadt – Qinnesrin (und Varianten dieser Schreibweise) – gegenüber Chalkis/Chalcis wieder durch. Auch der Bischofssitz erhielt wieder den Namen Qinnesrin.
Kirchenrechtlich gehörte das Bistum Chalkis/Chalcis um 400 zur Metropolis (oder der Kirchenprovinz) Seleucia Pieria im Patriarchat von Antiochia. Nach dem Schisma von 512/18 und der nun folgenden Doppelbesetzung des Patriarchenstuhls von Antiochia durch je einen Vertreter der Syrisch-Orthodoxen Kirche und der Rum-orthodoxen Kirche und nach dem Amtsantritt von Kaiser Justin I. wurde der monophysitische Bischof Isidor von Chalkis/Chalcis aus dem Amt entfernt. Nach dem Niedergang des Metropolitansitzes Seleucia Pieria im Verlauf des 6. Jahrhunderts wurde das Bistum Chalcis eine autokephale (Erz-)Diözese, d. h. sie unterstand direkt dem Patriarchen in Antiochia.
Nach dem Tod des monophysitischen, syrisch-orthodoxen Patriarchen von Antiochia Julian I. 594 trat eine Synode syrisch-orthodoxer Bischöfe im Kloster in Qinnesrin (dem ehemaligen Chalcis) zusammen, um einen neuen Patriarchen zu wählen. Die Wahl fiel auf Athanasius Gammolo, der 603 zum neuen Patriarchen von Antiochia geweiht wurde. Es ist also anzunehmen, dass der 629/30 genannte Bischof Severus von Chalcis der syrisch-orthodoxen Kirche angehörte.
Nach der Schlacht am Jarmuk (636) eroberten die Araber in den folgenden Jahren ganz Syrien. Der Bischofssitz existierte aber mindestens noch bis in die Zeit um/nach 800 und ging erst später zu einem nicht genauer bestimmten Zeitpunkt unter.

## Die frühchristlich-byzantinischen Bischöfe bzw. syrisch-orthodoxen Bischöfe
- Ende 2. Jahrhundert Tranquillus[3][4][5]
- 334/44 Telaphius, Arianer, Teilnehmer am Konzil von Philippopel[3][4][5]
- 363/64 Magnus, nahm am Konzil von Antiochia teil[3][4][5]
- 381 Eusebius[3][4][5]
- 431 A(s)pringius, nahm am Konzil von Ephesos teil.[3][4] Er organisierte eine Art Gegenkonzil, das den Nestorius rehabilitierte und Kyrill von Alexandria verurteilte[5]
- Antonius, Nachfolger des A(s)pringius
- Jamblicus[3][4]
- 451 Romulus, er nahm am Konzil von Chalcedon teil[3][4][6]
- 458 Domnus[3][4][6]
- 484/85 Romanus, wurde vertrieben[3][4][6]
- 512 Symeon/Simeon, nahm an der Inthronisation des Patriarchen Severus teil[6]
- 519 Isidor, Anhänger der Syrisch-Orthodoxen Kirche von Antiochien, wurde unter Kaiser Justin I. (518-527) abgesetzt und ins Exil geschickt[3][4][7]
- 553 Domitius[3][4]
- 6. Jahrhundert Probus[3][4]
- 629/30 Severus Sebokht, wird als Bischof von Qinnesrin bezeichnet[8]
- 798 George und Konstantin, wahrscheinlich schismatische Bischöfe der julianischen und der severischen Richtung des Monophysitismus[9]

In der Tradition des untergegangenen Bischofssitzes vergibt (bzw. vergab) die römisch-katholische Kirche entsprechend der letzten Stellung des Bistums in der Kirchenhierarchie den Titel eines Erzbischofs von Chalcis in Syria (derzeit vakant).